# شنیانگ جی-۵
شنیانگ جی-۵ (انگلیسی: Shenyang J-5) یک جنگنده تک‌سرنشین و دوسرنشین رهگیر چینی است که برپایهٔ میگ-۱۷ ساخته شده‌است. نام این محصول در ابتدا دانگ‌فنگ-۱۰۱ بود ولی با نام اف-۵ به بازارهای جهانی و ۱۲ کشور جهان صادر شد.

## نگارخانه

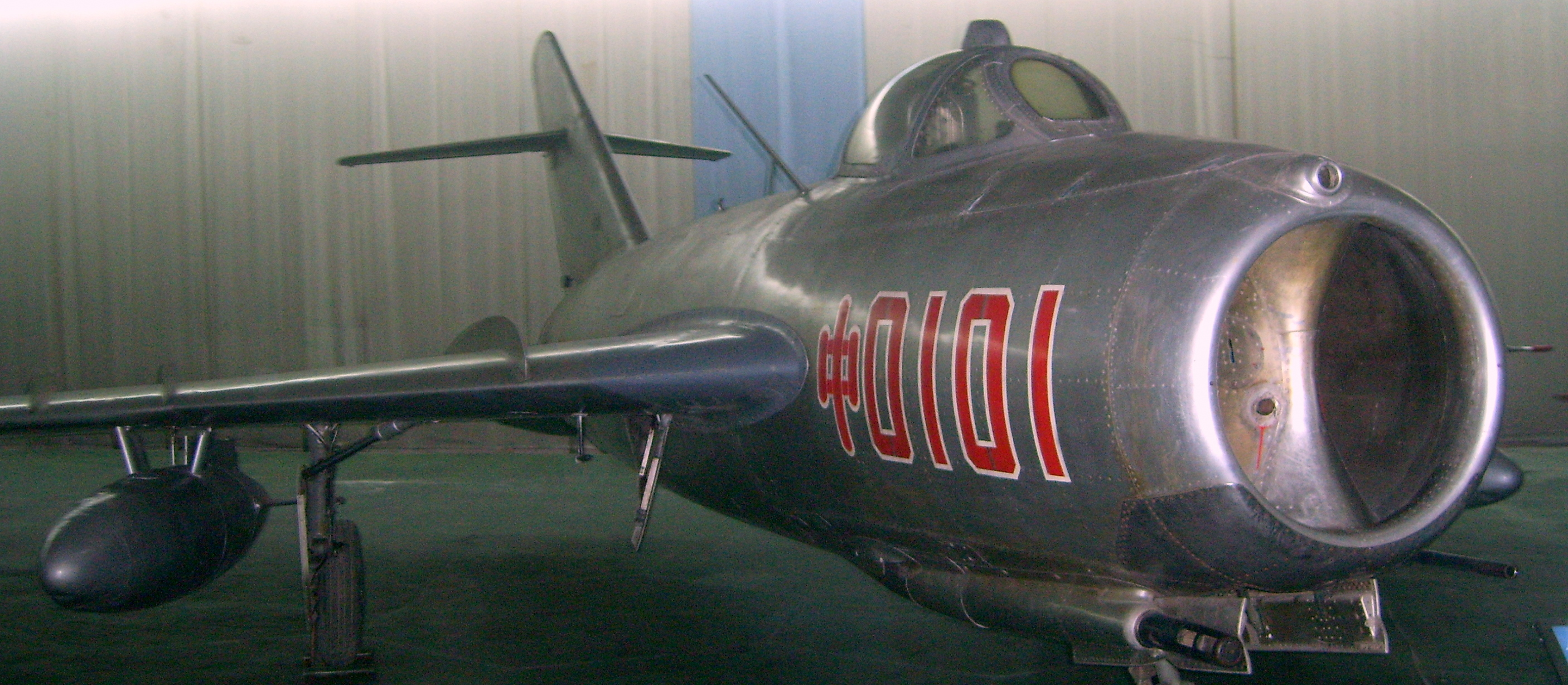
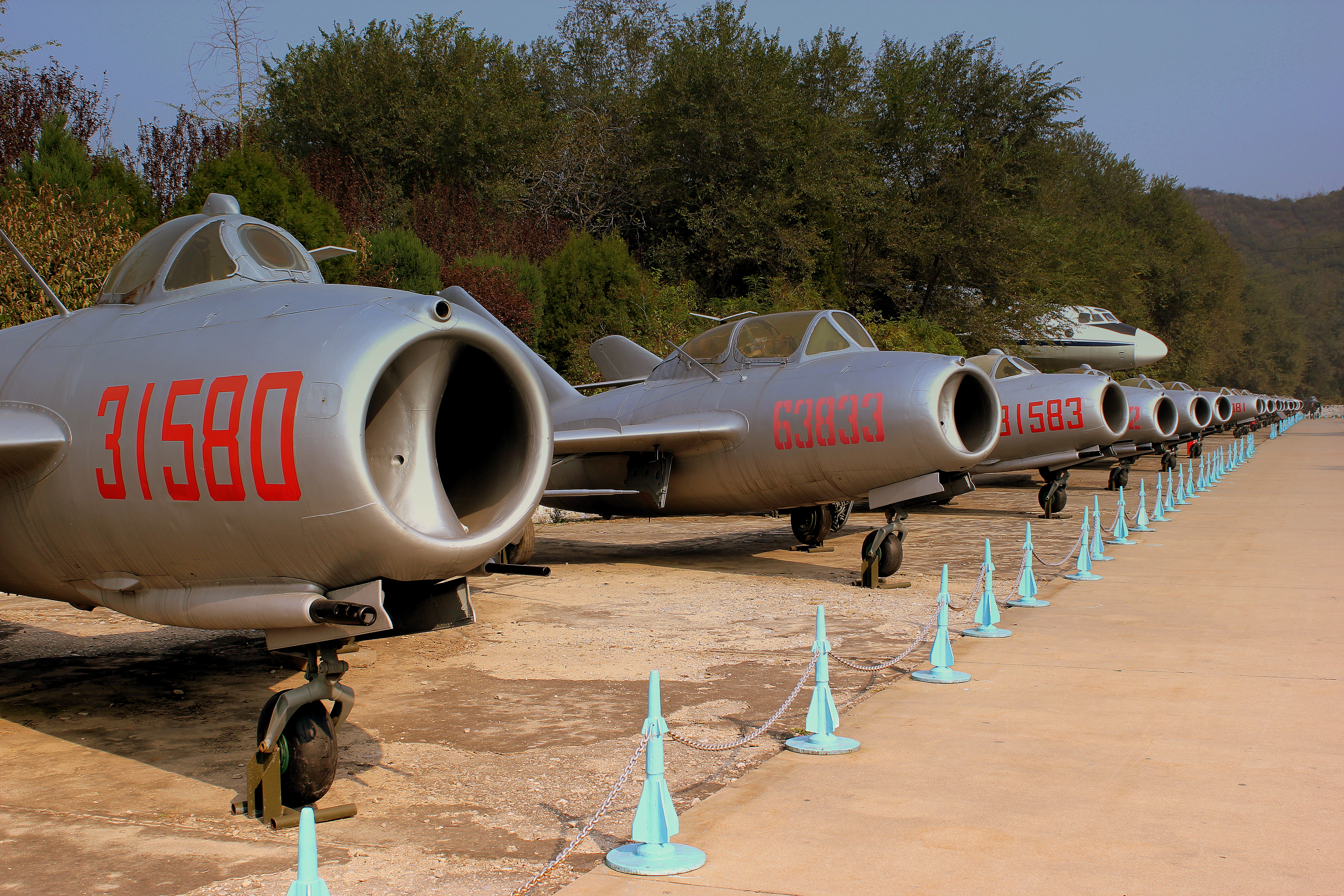
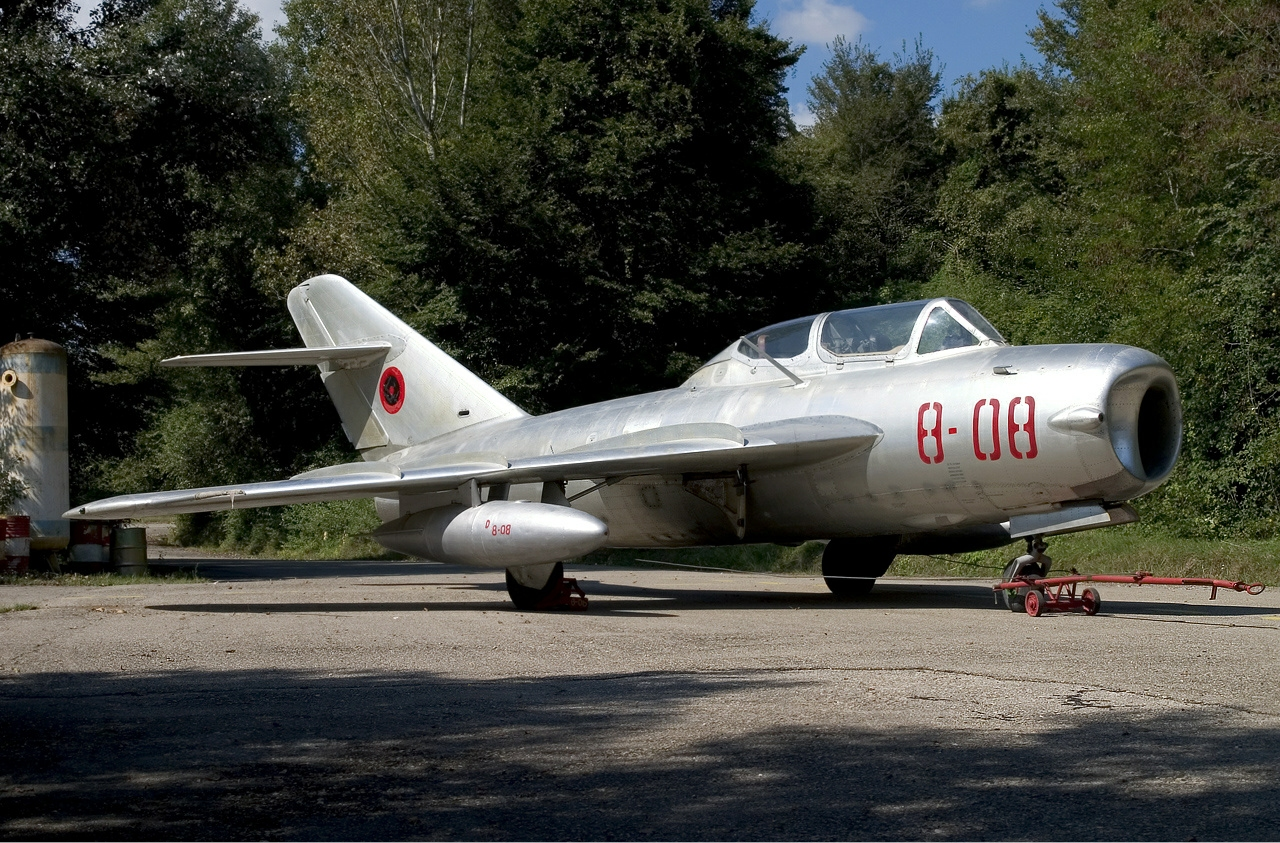
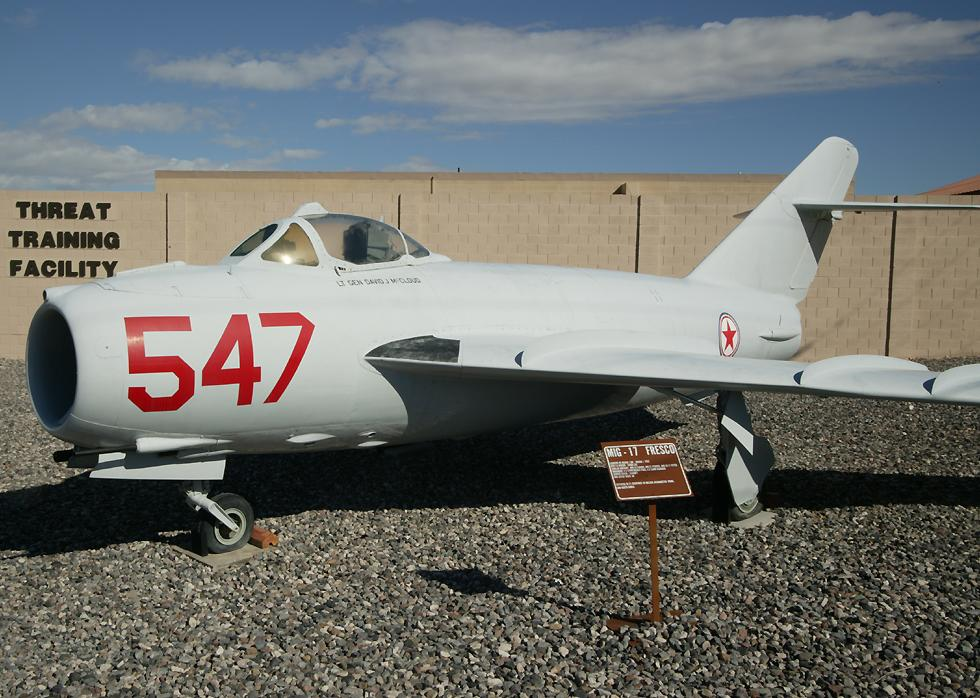